# Charles Bolles

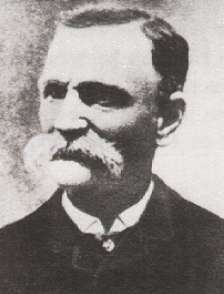
Charles Bolles

Charles Earl Bowles (Norfolk, Engeland 1829 – 1888?), beter bekend als Black Bart (soms ook Charles Bolton of Charles Boles) was een Amerikaanse overvaller in het Wilde Westen die herinnerd wordt omdat hij bij twee overvallen een gedicht achterliet.

## Levensloop
Bowles werd geboren als een van de tien kinderen van John en Maria Bowles. Toen hij twee was emigreerden zijn ouders naar Jefferson County, New York, waar zijn vader een boerderij kocht. Eind 1849 trokken Bowles en twee van zijn broers tijdens de Californische goldrush naar het westen om goud te zoeken aan de American River. Na een onderbreking in 1852, toen hij terug naar huis trok, keerde hij opnieuw naar Californië met twee broers, die echter allebei kort na hun aankomst overleden. Bowles bleef nog twee jaar naar goud zoeken. 
In 1854 trouwde Bowles (die om onbekende redenen zijn naam nu als Boles schreef) in Illinois met Mary Elizabeth Johnson. Het koppel had vier kinderen en woonde in Decatur, Illinois.
Nadat in 1861 de Amerikaanse Burgeroorlog uitbrak was Bowles van 13 augustus 1862 soldaat in de B-compagnie van het 116e Illinois Regiment, waar hij binnen een jaar gepromoveerd werd tot sergeant. Hij nam deel aan verschillende veldslagen, waaronder het beleg van Vicksburg en raakte zwaargewond tijdens Shermans Mars naar de Zee. Op 7 juni 1865 verliet hij het leger en keerde terug naar huis in Decatur. 
Na de oorlog vond hij weinig voldoening in het rustige boerenleven en daarom begon hij vanaf 1867 aan terreinverkenning te doen in de staten Idaho en Montana. Er is weinig bekend over deze periode, maar in 1871 schreef hij in een brief aan zijn vrouw dat hij een onaangenaam incident had gehad met medewerkers van Wells Fargo en dat hij hen ging laten boeten. Dat was zijn laatste brief, en zijn vrouw vermoedde hierna dat hij dood was.

## Misdaadcarrière
Bowles overviel tussen 1875 en 1883 in het noorden van Californië in totaal 28 postkoetsen van Wells Fargo. Bij die overvallen heeft hij nooit een schot afgevuurd. Hoewel hij slechts tweemaal een gedicht achterliet - bij zijn vierde en vijfde overval - is hij vooral daar bekend om geworden. En ook omdat hij angst had van paarden en al zijn overvallen te voet deed.

Bowles was tijdens zijn overvallen altijd hoffelijk en vloekte nooit. Hij droeg een lange linnen mantel en een bolhoed. Hij bedekte zijn hoofd met een zak met kijkgaatjes erin. Die karakteristieken werden zijn handelsmerk. 
Op 26 juli 1875 pleegde Bowles zijn eerste overval op een postkoets in Calaveras County, een overval die onmiddellijk opviel door zijn beleefdheid. Toen de geldkoffer door bestuurder John Shine werd overhandigd riep Black Bart met luide stem "als hij schiet, geef hem dan de volle laag jongens". Vanuit het struikgewas staken nog verschillende blinkende geweerlopen. Hiermee wilde Bowles suggereren dat hij niet alleen was. Bowles roofde bij deze eerste overval amper 160 US$. 
Bowles' laatste overval vond op dezelfde plek plaats als zijn eerste overval. Hij werd hierbij beschoten en raakte gewond aan de hand, maar hij wist te ontkomen. 

### Onderzoek
Tijdens zijn vlucht na de laatste overval moest Bowles verschillende persoonlijke bezittingen achterlaten, waaronder zijn bril, voedsel, en een zakdoek waarop het wasserijmerk F.X.O.7. stond. De detectives van Wells Fargo bezochten daarop alle wasserijen in San Francisco en bij de negentigste - Ferguson & Bigg's California Laundry in Bush Street - hadden ze eindelijk beet. Ze waren hierop in staat de eigenaar van de zakdoek te identificeren, namelijk Charles Bowles. Tijdens zijn arrestatie gaf Bowles het alias T.Z. Spalding op, maar de politie ontdekte in zijn persoonlijke bezittingen een bijbel, een cadeau van zijn echtgenote, waar zijn echte naam in stond.
Bowles omschreef zichzelf als een mijnbouwingenieur die vaak op zakenreis moest, toevallig net op dezelfde tijdstippen als de postkoetsovervallen. Na aanvankelijk ontkend te hebben gaf hij uiteindelijk toe dat hij achter de overvallen zat, maar hij bekende alleen de overvallen die hij vóór 1879 had gepleegd. Vermoed wordt dat Bowles aannam dat die zaken verjaard waren. 

### Aanklacht en veroordeling
Hoewel voor alle overvallen nog vervolging open stond diende Wells Fargo alleen voor de laatste overval een klacht in. Bowles werd tot zes jaar cel veroordeeld. Na vier jaar gevangenschap in de San Quentin-gevangenis werd hij in januari 1888 vervroegd vrijgelaten wegens goed gedrag. 
Na zijn vrijlating keerde Bowles niet terug naar zijn echtgenote maar begon haar wel terug te schrijven. Hij schreef dat hij het beu was te worden geschaduwd door Wells Fargo en dat hij zich van iedereen wilde terugtrekken. Hij verdween in februari 1888, een maand na zijn vrijlating. Wells Fargo wist zijn spoor nog te volgen tot het Palace Hotel in Visalia waar de eigenaar zei dat er inderdaad een man had verbleven die aan de beschrijving van Bowles voldeed. De laatste keer dat hij werd gezien was op 28 februari 1888. 

### Copycat overvaller
Op 14 november 1888 werd een postkoets van Wells Fargo overvallen door een gemaskerde overvaller. De overvaller las een gedicht voor. De detective die het papier onderzocht en het handschrift vergeleek met dat van Charles Bowles verklaarde dat het om een copycat ging.

### Trivia
In het verhaal De postkoets van Lucky Luke wordt de postkoets overvallen door Black Bart. 